# Stanisław Bajda (samorządowiec)
Stanisław Bajda (ur. 10 maja 1949 w Reczpolu) – polski samorządowiec i nauczyciel, w latach 2002–2006 starosta przemyski, w latach 2006–2010 członek zarządu województwa podkarpackiego III kadencji.

## Życiorys
Absolwent Wyższej Szkoły Pedagogicznej w Rzeszowie. Przez 33 lata pracował jako nauczyciel na terenie powiatu przemyskiego, m.in. w szkole podstawowej w Reczpolu. Od lat 90. był radnym gminy Krzywcza oraz powiatu przemyskiego, kandydował na wójta gminy Krywcza. Zajmował stanowisko członka zarządu (1999–2002) i starosty przemyskiego (2002–2006). Należał do Ligi Polskich Rodzin, z ramienia której w 2005 kandydował do Senatu w okręgu nr 21, zajmując 3. miejsce na 14 kandydatów. Później związał się z Prawem i Sprawiedliwością, z listy którego w 2006, 2010 i 2014 wybierano go do sejmiku podkarpackiego, a w 2011 startował w wyborach do Sejmu. 25 listopada 2006 powołany na członka zarządu województwa podkarpackiego. Zajmował stanowisko do końca kadencji 30 listopada 2010. W 2018 nie ubiegał się o reelekcję do sejmiku.
Żonaty, ma dwoje dzieci.